# Лорікет мінданайський
Лоріке́т мінданайський (Saudareos johnstoniae) — вид папугоподібних птахів родини Psittaculidae. Ендемік Філіппін.

## Опис
Довжина птаха становить 20 см, вага 48-62 г, довжина крила 11-11,5 см. Забарвлення переважно зелене. Лоб і щоки рожевувато-червоні, через очі ідуть широкі темно-фіолетові смуги. Нижня частина тіла жовта, поцяткована зеленуватими хвилястими смужками. Нижні покривні пера крил і хвоста зеленувато-жовті, на нижній стороні крил є жовтуваті смуги. Дзьоб оранжево-чевоний, лчі червоні, навколо очей темно-сірі кільця, лапи зеленувато-сірі. Виду не притаманний статевий диморфізм. у молодих птахів рожевувато-червоний відтінок обличчя менш виражений, за очима є тьмяно-рожевувато-фіолетові плями, очі карі, навколо очей сіруваті кільця, дзьоб чорнувато-коричневий.

## Поширення і екологія
Мінданайські лорікети є ендеміками острова Мінданао. Вони мешкають на схилах гір Апо, Кітанглад, Матутум, Раганг, поблизу озера Ланао та в деяких інших місцях. Мінданайські лорікети живуть у вологих гірських і хмарних тропічних лісах. Зустрічаються поодинці, парами або зграйками до 30 птахів, на висоті від 1000 до 2500 м над рівнем моря. Живляться нектаром, пилком, квітками, плодами і комахами. В кладці 2 яйця, інкубаційний період триває 2-3 тижні, пташенята покидають гніздо через 5 тижнів після вилуплення.

## Збереження
МСОП класифікує стан збереження цього виду як близький до загрозливого. За оцінками дослідників, популяція мінданайських лорікетів становить від 2500 до 10000 птахів. Їм може загрожувати знищення природного середовища.